# Мофлетта
Мофлетта (муфлета) (ивр. מופלטה‎ мофлетта или муфлетта) является традиционным марокканским блюдом празднования Мимуны, символизирующего окончание еврейского праздника Песах и истечение запрета на квасное, связанного с пасхальным периодом.
Праздник Мимуна и, как следствие, традиция приготовления мофлетты получили распространение примерно в XVIII веке среди евреев Северной Африки. К началу XXI века приготовление мофлетты традиционно для евреев-выходцев из Северной Африки по всему миру и среди многих иных еврейских общин, проживающих в государстве Израиль.
Основные ингредиенты:
- Мука
- Вода
- Сахар
- Соль
- Растительное масло

Также часто распространённые ингредиенты:
- Дрожжи
- Сироп сахарный или медовый

Так как в праздник Песах запрещено евреям обладание квасным до появление первых звёзд на небосводе в последний день празднования Песах, а празднование Мимуны начинают сразу после исхода праздника Песах и знаменуют приёмом гостей или походом в гости, то как следствие, мофлетта является блюдом быстрого и массового приготовления.